# 組合せ範疇文法
組合せ範疇文法（くみあわせはんちゅうぶんぽう、英: combinatory categorial grammar、CCG、組み合わせ範疇文法とも）とは、形式主義言語学の統語論の理論である。語彙化文法の一種であり、統語構造や意味情報が予め辞書（英: lexicon）に記述されていると。古典的範疇文法に関数合成規則を取り入れたものである。
その仕組は、範疇（カテゴリ）に対して繰り返し関数を適応することによって文を構築するものである。また、意味論において統語構造に対応するラムダ関数を適応し、意味表現を導出している。この文法を適用することで、等位接続構造をうまく説明できる。
その弱生成能力は、文脈自由文法と文脈依存文法の中間に位置し、自然言語の文法記述に適しているとされている。近年では、自然言語処理において、CCGが応用された漸進的な意味解析なども行われている。

## 歴史
カジミエシュ・アイドゥキエヴィチ、イェホシュア・バル＝ヒレル（英語: Yehoshua Bar-Hillel）らの古典的範疇文法に遡り、マーク・スティードマン（英語: Mark Steedman）やアンナ・サボルチ（英語: Anna Szabolcsi）によって発展した。

## 形式
基本的にカテゴリが以下のものである。
原始カテゴリ（atomic category）
{\displaystyle N}（名詞）・{\displaystyle S}（文）
複合カテゴリ（complex category）
他のカテゴリから合成される。{\displaystyle X}、{\displaystyle Y}をカテゴリとすると、{\displaystyle X/Y}や{\displaystyle X\setminus Y}。

### 注
1. ↑  近年の文法理論では多い、文法を句構造規則としてではなく、辞書に書き込むべきとする文法である。